# Ийри-Суу (Нарынская область)
Ийри-Суу (кирг. Ийри-Суу) — село в Нарынском районе Нарынской области Кыргызстана. Входит в состав Чет-Нуринского аильного округа. Расположено на правом берегу реки Нарын в 45 км к востоку от районного центра г. Нарына. Население в 2009 году составляло 902 человека.
Местное население, в основном, занято в животноводстве. В селе имеется средняя школа, библиотека, медпункт, магазины.